# Bürglen (Turgowia)
Bürglen – miejscowość i gmina (Politische Gemeinde) w północno-wschodniej Szwajcarii, w kantonie Turgowia, w okręgu (Bezirk) Weinfelden. Leży nad rzeką Thur.  

## Demografia
W Bürglen mieszkają 3 982 osoby. W 2021 roku 30,8% populacji gminy stanowiły osoby urodzone poza Szwajcarią. 

## Transport
Przez teren gminy przebiegają drogi główne nr 14, nr 437 i nr 470.